# Episodi di Space Ghost Coast to Coast (terza stagione)
La terza stagione della serie animata Space Ghost Coast to Coast, composta da 15 episodi, è stata trasmessa negli Stati Uniti, da Cartoon Network, dal 20 febbraio al 20 ottobre 1995.
In Italia la stagione è inedita.
| n° | Titolo originale           | Prima TV USA     |
| -- | -------------------------- | ---------------- |
| 1  | Explode                    | 2 febbraio 1996  |
| 2  | $20.01                     | 9 febbraio 1996  |
| 3  | Lovesick                   | 14 febbraio 1996 |
| 4  | Transcript                 | 23 febbraio 1996 |
| 5  | Sharrock                   | 1º marzo 1996    |
| 6  | Boo!                       | 8 marzo 1996     |
| 7  | Freak Show                 | 22 maggio 1996   |
| 8  | Switcheroo                 | 5 giugno 1996    |
| 9  | Surprise                   | 19 giugno 1996   |
| 10 | Glen Campbell              | 9 ottobre 1996   |
| 11 | Jacksonville               | 16 ottobre 1996  |
| 12 | Late Show                  | 23 ottobre 1996  |
| 13 | Cookout                    | 11 dicembre 1996 |
| 14 | Art Show                   | 18 dicembre 1996 |
| 15 | Woody Allen's Fall Project | 25 dicembre 1996 |

## Explode
- Titolo originale: Explode
- Scritto da: Rob Thomas e Alan Laddie

### Trama
Lokar tenta di allontanare Moltar per prendere il suo posto da regista. Space Ghost nel frattempo procede ad intervistare celebrità quali Terry Jones e Glen Phillips, quest'ultimo rivelando la sua identità segreta come Uomo Lingua.
- Guest star: Terry Jones, Glen Phillips.

## $20.01
- Titolo originale: $20.01
- Scritto da: Evan Dorkin e Sarah Dyer

### Trama
In una parodia di 2001: Odissea nello spazio di Stanley Kubrick, l'episodio vede la partecipazione di Joel Hodgson, ideatore di Mystery Science Theater 3000 e dei maghi comici Penn e Teller. Nel frattempo, Space Ghost licenza Moltar e Zorak per sostituirli con MOE 2000.
- Guest star: Joel Hodgson, Penn & Teller.

## Lovesick
- Titolo originale: Lovesick
- Scritto da: Scott Lipe, Matt Harrigan e Alan Laddie

### Trama
Durante San Valentino, Space Ghost si ritrova affranto per una relazione fallita. Nonostante la comicità di Carrot Top, il supereroe continua a pensare alla sua relazione passata, rimanendo apatico.
- Guest star: Carrot Top, Star Lady.

## Transcript
- Titolo originale: Transcript
- Scritto da: Matt Harrigan e Alan Laddie

### Trama
Il musicista Jonathan Richman, salito alla ribalta grazie ai The Modern Lovers, preferisce ascoltare canzoni che pensare alla conversazione tortuosa che ha con Space Ghost.
- Guest star: Jonathan Richman.

## Sharrock
- Titolo originale: Sharrock
- Scritto da: Michael Cahill, Keith Crofford, Evan Dorkin, Sarah Dyer, Matt Harrigan, Khaki Jones, Mike Lazzo, Matt Maiellaro, Andy Merrill e Dave Willis

### Trama
Thurston Moore dei Sonic Youth dedica una canzone al compianto musicista Sonny Sharrock. 
- Guest star: Thurston Moore.
- Note: Sonny Sharrock ha composto il tema di apertura di Space Ghost Coast to Coast.

## Boo!
- Titolo originale: Boo!
- Scritto da: Matt Harrigan e Dave Willis

### Trama
Space Ghost si rivolge a degli esperti per consigliarlo su fenomeni soprannaturali che riguardano la scomparsa delle chiavi del suo Phantom Cruiser. Michael Norman, esperto di fantasmi e autore di Historic Haunted America, e Bill Nye cercano di aiutarlo.
- Guest star: Michael Norman, Bill Nye.

## Freak Show
- Titolo originale: Freak Show
- Scritto da: Andy Merrill

### Trama
Marshall 'Duh' Staxx dei Green Jelly e Wylie Gustafson vengono intervistati da Space Ghost. Durante l'intervista, il programma viene piratato da Comandante Andy del Cosmo.
- Guest star: Wylie Gustafson, Bill Manspeaker.

## Switcheroo
- Titolo originale: Switcheroo
- Scritto da: Evan Dorkin e Sarah Dyer

### Trama
Space Ghost e suo fratello malvagio si scambiano i ruoli.
- Guest star: Susan Olsen, Elvira.

## Surprise
- Titolo originale: Surprise
- Scritto da: Andy Merrill e Alan Laddie

### Trama
Zorak prende il posto di Space Ghost alla scrivania. Zorak inizia quindi a ridere su una serie di interviste a fuoco rapido di varie celebrità, tra cui l'attrice Cameron Diaz e Jimmie Walker.
- Guest star: Vinnie Dombroski, Jimmie Walker, Mike Watt, Dennis Diken, Pat DiNizio, Juliana Hatfield, Ben Folds, Cameron Diaz, Mark McEwen, Wes Johnson, Dr. Robert Bakker, Matt Talbott, Judy Tenuta, Lori Fetrick, Steve Henneberry, Method Man, Jill Cunniff, Rodney Trevon Oliver, Reverendo Norbert St. Louis, Les Claypool, Larry LaLonde, Bobcat Goldthwait.

## Glen Campbell
- Titolo originale: Glen Campbell
- Scritto da: Matt Harrigan, Dave Willis e Alan Laddie

### Trama
Matt Groening, creatore de I Simpson, si trova faccia a faccia con Space Ghost. Durante l'intervista, Groening chiede al supereroe chi fosse prima di essere un fantasma e esprime la sua opinione sulla somiglianza con Casper e Richie Ritch. Nel frattempo, Moltar imposta il programma in "regia tecnica automatizzata" e scompare come scritto nel manuale che sta leggendo intitolato The Joy of Escape.
- Guest star: Matt Groening.

## Jacksonville
- Titolo originale: Jacksonville
- Scritto da: Andy Merrill e Dave Willis

### Trama
Con Moltar in fuga, Space Ghost è costretto a reclutare Tansut come rimpiazzo, tuttavia causa problemi prima di far uscire gli ospiti Kirk Hammett e James Hetfield dei Metallica.
- Guest star: James Hetfield, Kirk Hammett.

## Late Show
- Titolo originale: Late Show
- Scritto da: Spike Feresten e Steve O'Donnell

### Trama
Gli autori del David Letterman Show hanno scritto un episodio parodia dei talk show a tarda notte. Janeane Garofalo rivela il suo potere segreto mentre l'ipnotizzatore Flip Orley si unisce a Space Ghost fino a quando Zorak non lo trasforma in Dave Grohl dei Foo Fighters.
- Guest star: Janeane Garofalo, Dave Grohl, Flip Orley, John Popper.

## Cookout
- Titolo originale: Cookout
- Scritto da: Evan Dorkin, Sarah Dyer e Alan Laddie

### Trama
Dopo un'introduzione allo show in cui Moltar e Zorak discutono i rispettivi meriti come Beefaroni e Beefaghetti, Space Ghost organizza il Consiglio del Giudizio per giudicare una gara di cucina fra tre esperti culinari acclamati a livello nazionale.
- Guest star: Emeril Lagasse, Nathalie Dupree, Martin Yan.

## Art Show
- Titolo originale: Art Show
- Scritto da: Evan Dorkin, Sarah Dyer e Alan Laddie

### Trama
La performer Laurie Anderson viene intervistata da Space Ghost, rivelando di essere una cospiratrice del cyberspazio. Space Ghost si impegna successivamente a comprendere i membri della compagnia teatrale Stomp.
- Guest star: Laurie Anderson, Stomp.

## Woody Allen's Fall Project
- Titolo originale: Woody Allen's Fall Project
- Scritto da: Chip Duffey, Andy Merrill, Matthew Maiellaro, Khaki Jones, Evan Dorkin, Sarah Dyer, Chris Feresten, Steve O'Donnell e Spike Feresten

### Trama
In un apparente omaggio a E! Entertainment sulla pubblicizzazione delle audizioni di O. J. Simpson, l'episodio raccoglie momenti selezionati dalla fittizia Ensemble Ghost Planet Dinner Theater di Doraville, in Georgia.
- Guest star: James Kirkconnell.